# Membracis tricolor
Membracis tricolor är en insektsart som beskrevs av Leon Fairmaire. Membracis tricolor ingår i släktet Membracis och familjen hornstritar. Inga underarter finns listade i Catalogue of Life.